# Proyector de opacos

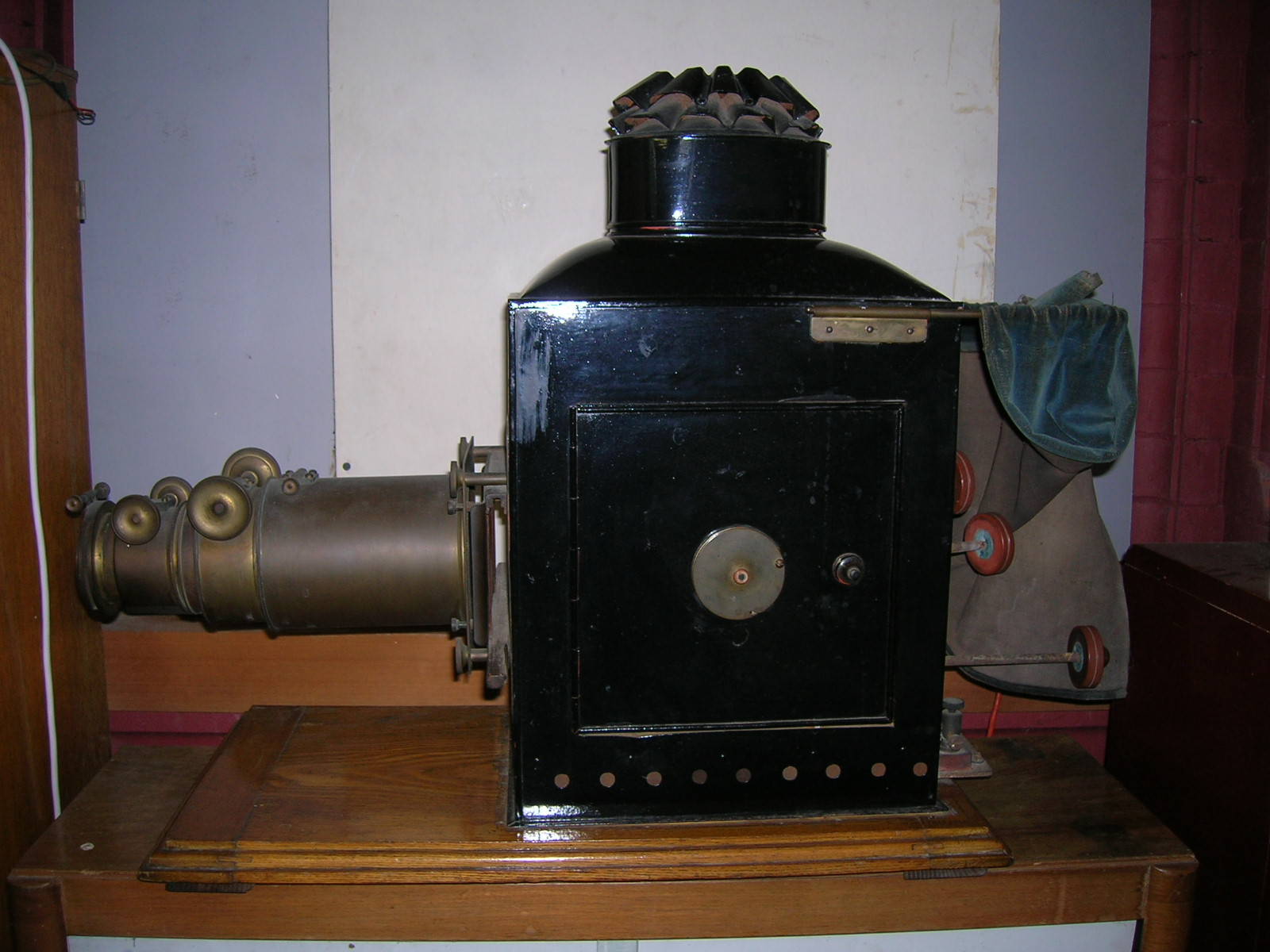
Ejemplo de un episcopio.

Los proyectores de opacos son dispositivos ópticos diseñado para proyectar láminas planas opacas sobre una superficie externa.

## Episcopio
El episcopio básicamente consta de una fuente de luz (lámpara de proyección), un soporte con la lámina a proyectar, y una lente. Adicionalmente puede tener como reflector interno un espejo cóncavo, que aumenta el rendimiento de la fuente de luz; un sistema que permite mover la lente, a fin de enfocar la imagen; y un espejo reflector externo, que permite orientar la imagen sobre la superficie externa sobre la que se proyecta.
Funciona con láminas de madera, cartón o cartulina: sobre estos se sobreponen dibujos, fotografías y hasta objetos tridimensionales.
Los episcopios tienen un rendimiento lumínico relativamente bajo, comparado con otros sistemas de proyección. Estos se debe a varios motivos, entre ellos que solo un porcentaje de la luz emitida por la lámpara de proyección incide directamente sobre la imagen a proyectar. A su vez, también un bajo porcentaje de los rayos que se reflejan en la lámina incide directamente, a través de la lente, hacia la superficie de proyección.

## Epidiascopio
El epidiascopio es más complejo que el episcopio y permite proyectar, además de láminas opacas, diapositivas.